# Georges Blanchard
Georges-Maurice-Jean Blanchard (* 9. Dezember 1877 in Orléans, Département Loiret; † 22. November 1954 in Neuilly-sur-Seine, Département Hauts-de-Seine) war ein französischer Offizier und zuletzt General (Général d’armée) des Heeres (Armée de terre), der im Zweiten Weltkrieg während des Westfeldzuges unter anderem von 1939 bis 1940 Oberbefehlshaber der 1. Armee (1ere armée) war.

## Leben

General Blanchard bei einer Ordensverleihung (1938).

Georges-Maurice-Jean Blanchard begann nach dem Besuch der École polytechnique eine Offiziersausbildung und war Absolvent der Artillerie- und Ingenieurschule (École d’application de l’artillerie et du génie). Er trat 1897 als Offizier in das Heer (Armée de terre) ein. In den folgenden Jahren fand er zahlreiche Verwendungen als Offizier sowie nach dem Besuch der Obersten Kriegsschule (École supérieure de guerre) 1913 auch als Stabsoffizier. Nach Einsätzen im Ersten Weltkrieg war er in der Zwischenkriegszeit vom 25. Januar 1920 bis zum 7. Oktober 1922 Stabsoffizier im 3. Büro des Generalstabes und wurde in dieser Zeit am 24. März 1922 zum Lieutenant-colonel befördert. Nachdem er sich zwischen dem 7. Oktober 1922 und dem 24. November 1924 zur besonderen Verfügung des Mitglieds des Obersten Kriegsrates (Conseil supérieur de la guerre), General Adolphe Guillaumat, befand, war er vom 24. November 1924 bis zum 21. Februar 1925 Offizier im Stab der Rheinarmee (Armée française du Rhin) und danach zwischen dem 21. Februar und dem 9. November 1925 abermals Offizier zur besonderen Verfügung des Mitglieds des Obersten Kriegsrates, General Guillaumat. Daraufhin war er vom 9. November bis zum 25. Dezember 1925 zum 181. Artillerieregiment (181e Régiment d’artillerie) abgeordnet und war nach seiner Beförderung zum Colonel zwischen dem 25. Dezember 1925 und dem 25. November 1927 Kommandeur dieses Regiments. Für seine Verdienste wurde er am 21. Dezember 1926 Offizier der Ehrenlegion.
Im Anschluss kehrte Blanchard nach Deutschland zurück und war vom 25. November 1927 bis zum 12. Mai 1930 stellvertretender Chef des Stabes der Rheinarmee, wobei er in dieser Verwendung am 30. August 1929 zum Général de brigade befördert wurde. Daraufhin fungierte er zwischen dem 12. Mai 1930 und dem 27. Dezember 1932 als Chef des Stabes des Mitglieds des Obersten Kriegsrates, General Adolphe Guillaumat. Nach seiner darauf folgenden Beförderung zum Général de division übernahm er vom 27. Dezember 1932 bis zum 17. Mai 1935 Kommandeur der Artillerie der 2. Militärregion (2e Région militaire) in Amiens. Nachdem er am 17. Mai 1935 zum Général de corps d’armée befördert worden war, übernahm er zwischen dem 17. Mai 1935 und dem 11. Februar 1938 den Posten als Kommandierender General der 7. Militärregion in Besançon. In dieser Zeit wurde er am 20. Dezember 1935 auch zum Kommandeur der Ehrenlegion ernannt.
Georges Blanchard wurde am 11. Februar 1938 zum General (Général d’armée) befördert und war daraufhin vom 11. Februar 1938 bis zum 2. September 1939 in Personalunion Mitglied des Obersten Kriegsrates (Conseil supérieur de la guerre), Generalinspekteur der Zentren für höhere militärische Ausbildung (Centres d’enseignement militaire supérieur) und Direktor des Zentrums für höhere militärische Studien CHEM (Centre des hautes études militaires). Bei Ausbruch des Zweiten Weltkrieges wurde er am 2. September 1939 Oberbefehlshaber der 1. Armee (1ere armée). Er wurde am 31. Dezember 1939 Großoffizier der Ehrenlegion. Während des deutschen Westfeldzuges wurde die 1. Armee in Nordfrankreich abgeschnitten und im Kessel von Lille (28. bis 31. Mai 1940) letztlich vernichtet. Er selbst hatte am 26. Mai 1940 den Posten als Oberbefehlshaber der 1. Armee an General René Prioux abgegeben und war zwischen dem 26. Mai und dem 6. Juli 1940 Oberkommandierender der 1. Heeresgruppe (1er Groupe d’armées). Zuletzt hatte er vom 6. Juli bis zum 20. August 1940 den Posten als Inspekteur der 9. Militärregion in Tours und der 12. Militärregion in Limoges inne. Er trat am 20. August 1940 in den Ruhestand und wurde am 16. Dezember 1940 noch mit dem Großkreuz der Ehrenlegion geehrt.

## Hintergrundliteratur
- Raymond Cartier: Der Zweite Weltkrieg. Band I (1939/1941), R. Piper & Co. Verlag, München 1967